# Combat de Casma
Guerres de la Confédération péruano-bolivienne
Épisode des guerres de la Confédération péruano-bolivienne, le combat de Casma (Pérou) fut livré le 12 janvier 1839. Il opposa quatre navires péruviens, commandés par le corsaire français Jean Blanchet, qui fut tué lors de la bataille, aux trois navires chiliens du commodore britannique Robert Winthrop Simpson. Il se termina par la très nette victoire de ces derniers et assura de manière définitive, la maîtrise de la mer au Chili.

## Navires engagés
- Chili :
  - corvette Confédération
  - corvette Valparaiso
  - barque Santa Cruz

- Pérou :
  - corvette Edmond
  - barque Mexicana
  - brigantin Arequipeño, capturé
  - goélette Peru